# André Chavanne
André Chavanne (Parijs, 2 juli 1916 - Genève, 25 september 1990) is een Zwitsers wiskundige, onderwijzer, redacteur en politicus voor de Sociaaldemocratische Partij van Zwitserland (SP/PS) uit het kanton Genève.

## Biografie

### Afkomst en opleiding
André Chavanne was een zoon van John Chavanne, een kleine wijnbouwer van Franse afkomst, en van Louise Hennequin. Hij was gehuwd met Renée Schidlof, die professor was in de wiskunde. Hij behaalde zijn baccalaureaat in Frankrijk, en studeerde vervolgens in 1936 aan de Universiteit van Genève af als licentiaat in de wiskunde. Vervolgens werd hij aan die universiteit assistent.

### Onderwijzer
Chavanne onderwees natuurkunde aan de technische hogeschool van Genève en in het avondonderwijs van 1941 tot 1961, met een onderbreking evenwel in de periode 1952-1953, toen hij op missie was voor de UNESCO in Ecuador. Vanaf 1955 was hij verbonden aan de redactie van de encyclopedie L'Ere atomique. In 1956 richtte hij een tijdschrift op, Industries atomiques, waarvan hij hoofdredacteur was tot 1964. Vanaf 1956 was hij tevens actief in beroeps- en syndicale onderwijsorganisaties.

### Politicus
Chavanne werd lid van de Geneefse sociaaldemocratische partij, die hij zou voorzitten van 1957 tot 1961. Hij zetelde in de Geneefse gemeenteraad van 1957 tot 1961. Nadien was hij lid van de Staatsraad van Genève, waarbinnen hij van 1961 tot 1985 bevoegd was voor Openbaar Onderwijs. In die hoedanigheid zette hij zich in voor de democratisering van het onderwijs en kwam hij tevens op voor immigranten en vluchtelingen. Zijn onderwijsbeleid maakte hem bekend tot buiten de kantonnale grenzen.
Van 4 december 1967 tot 16 december 1977 zetelde Chavanne in de Nationale Raad, al was hij daar slechts beperkt actief. Hij zetelde in het bestuur van diverse organisaties, zoals de Zwitserse commissie bij de UNESCO en de CERN.

## Onderscheidingen
- Doctor honoris causa aan de Universiteit van Genève (1986)
- Legioen van Eer (1987)